# Florent Malouda
Florent Malouda (Cayenne, 13. lipnja 1980.) je bivši francuski nogometaš i francuski reprezentativac koji je igrao na poziciji krilnog igrača. Na CONCACAF Gold Cupu 2017. godine je zaigrao za svoju domovinu u kojoj je rođen, Francusku Gvajanu.

## Vanjske poveznice
- Profil na Transfermarktu
- Profil na Soccerwayu